# Saratovsky (huyện)
Huyện Saratovsky (tiếng Nga: ? райо́н) là một huyện hành chính tự quản (raion), của Tỉnh Saratov, Nga. Huyện có diện tích 2115 km², dân số thời điểm ngày 1 tháng 1 năm 2000 là 45000 người. Trung tâm của huyện đóng ở Saratov.